# Białynia (dopływ Czarnej Wody)
Białynia (Pawłówka, niem. Tarngraben) – struga w powiecie legnickim i na terenie miasta Legnica, lewobrzeżny dopływ Czarnej Wody.
Struga o długości ok. 5,5 km. Nazywana powszechnie Pawłówką oficjalnie nosi nazwę Białyni (według Zarządzenia nr 115 Prezesa Rady Ministrów z dnia 1 czerwca 1951 r. w sprawie przywrócenia i ustalenia urzędowych nazw rzecznych śląskiej części dorzecza Odry i Łaby (M.P. 1951, nr 62, poz. 825)). Wypływa na obszarze leśnym na zachód od wsi Jaszków, bieg ma nizinny, dno żwirowe. Początkowo płynie równoleżnikowo, po wpłynięciu w granice Legnicy przyjmuje bieg północno-wschodni. Przepływa przez dwa nienazwane zbiorniki wodne, uchodzi do Czarnej Wody w okolicach kąpieliska Kormoran na Przedmieściu Głogowskim w Legnicy. Struga jest odbiorcą oczyszczonych ścieków ze zbiorników retencyjnych Huty Miedzi Legnica. Największym dopływem jest potok Białka (prawostronny).